# Dorcadion robustum
Dorcadion robustum är en skalbaggsart som beskrevs av Ludwig Ganglbauer 1884. Dorcadion robustum ingår i släktet Dorcadion och familjen långhorningar. Inga underarter finns listade i Catalogue of Life.